# 氟化镥
氟化镥是一种无机化合物，化学式为LuF3。

## 制备
氟化镥可由氧化镥和氟化氢反应，或者氯化镥和氢氟酸反应得到：
Lu2O3 + 6 HF → 2 LuF3 + 3 H2O
LuCl3 + 3 HF → LuF3 + 3 HCl
氟化镥可由硫化镥和氢氟酸反应，再将沉淀灼烧得到：
3 Lu2S3 + 20 HF + (2+2x)H2O → 2 (H3O)Lu3F10·xH2O↓ + 9 H2S↑（x=0.9）
(H3O)Lu3F10 → 3 LuF3 + HF↑ + H2O↑
氧化镥和三氟化氮的反应在240°C发生，生成中间产物LuOF，第二步在低于460°C时便发生，生成LuF3。